# Cacosternum plimptoni
Cacosternum plimptoni е вид жаба от семейство Pyxicephalidae. Видът не е застрашен от изчезване.

## Разпространение
Разпространен е в Демократична република Конго, Кения, Танзания и Уганда.